# ماكس غوردون
ماكس غوردون (بالإنجليزية: Max Gordon)‏ هو منتج أفلام أمريكي، ولد في 28 يونيو 1892 في نيويورك في الولايات المتحدة، وتوفي بنفس المكان في 2 نوفمبر 1978.

## وصلات خارجية
- ماكس غوردون على موقع IMDb (الإنجليزية)
- ماكس غوردون على موقع قاعدة بيانات برودواي على الإنترنت (الإنجليزية)
- ماكس غوردون على موقع قاعدة بيانات برودواي على الإنترنت (الإنجليزية)
- ماكس غوردون على موقع قاعدة بيانات الفيلم (الإنجليزية)